# Kareby landskommun
Kareby landskommun var en tidigare kommun i dåvarande Göteborgs och Bohus län.

## Administrativ historik
När 1862 års kommunalförordningar började gälla inrättades över hela landet cirka 2 400 landskommuner, de flesta bestående av en socken. Därutöver fanns 89 städer och 8 köpingar, som då blev egna kommuner. Denna kommun bildades då i Kareby socken i Inlands Södre härad i Bohuslän.
Vid kommunreformen 1952 uppgick kommunen i Romelanda landskommun som 1971 uppgick i Kungälvs kommun.

## Politik

### Mandatfördelning i Kareby landskommun 1938-1946
| 5 | 9 | 6 |

| 20 |

| 5 | 15 |

| 20 |

| 6 | 5 | 9 |

| 20 |